# Še pomnite Kuzle, tovariši?
Še pomnite Kuzle, tovariši? je prvi album idrijske punk skupine Kuzle, ki je izšel 20. januarja 2010 pri založbi Dallas Records. Na albumu je izbor skladb, ki jih je skupina izvajala v obdobju svoje aktivnosti med letoma 1978 in 1980 in zaradi spleta okoliščin v tistem času ni izdala albuma. Poleg demo posnetkov z vaj in koncertov sta bili ohranjeni le dve skladbi na kompilaciji Lepo je..., izdani leta 1982 pri ZKP RTV Ljubljana (danes ZKP RTV Slovenija). To je bila doslej edina uradna fonografska izdaja z glasbo skupine. 
Leta 2009 se je skupina ponovno zbrala z namenom izdati prvenec. Sprva so nameravali urediti in izdati stare koncertne posnetke, a je bila večina zaradi slabe tehnike neuporabnih, zato so uporabili le nekatere detajle (vzklike, kitarske uvode ipd.), ki so jih vključili v nove posnetke.
Prvi singl, ki se je predvajal na radijskih postajah pred izidom, je bil »Vahid Vahid«, kasneje pa je nastal še videospot za »Smej se«, ki je najkrajša skladba na albumu. Album je izšel kot CD in v omejeni nakladi kot vinilna plošča.

## Seznam skladb
Vse pesmi je napisal Dare Kaurič, razen, kje je posebej označeno.
1. »Prazna generacija« – 1:44
2. »Reka–Postojna–Lublana« – 1:48
3. »Sedim in pijem pir« – 1:44
4. »Vahid Vahid« – 1:55
5. »Moja mama« (Kaurič, Boris Balant) – 1:32
6. »Smej se« – 0:49
7. »Ampak men se zdi...« – 1:49
8. »Vse je isto« – 1:31
9. »Ti si zvezda« – 1:43
10. »Superlim« – 2:46
11. »Fabrka« – 2:29
12. »Ostan idiot« (Kaurič, Balant) – 1:56
13. »Ne vi mislt...« (Kaurič, Balant) – 2:17
14. »Igor Silni« – 1:57
15. »Naredte revolucijo« (Iztok Turk, Kaurič) – 2:01
16. »Sonja je mrtva« – 2:49
17. »Star in gnil« – 1:44
18. »Na cesti« (Kaurič, Balant) – 2:30
19. »Poljubi me« – 1:52
20. »Skrivnosti mladih src« – 1:47
21. »Vse je v redu« – 2:29

## Sodelujoči
- Bojan Lapanja »Buni« — vokal
- Dare Kaurič — kitara
- Dušan Moravec »Dule« — bas
- Iztok Turk »Itko« — bobni
- Damjan Ribar, Miran Hvala — spremljevalni vokali